# Wet Wet Wet
Wet Wet Wet is een Schotse popgroep, die vooral succes had in de tweede helft van de jaren tachtig tot eind jaren negentig.

## Biografie

### Beginjaren
Het artiestenviertal richtte in 1982 op school een bandje op onder de naam Vortex Motion. "Het was kiezen tussen misdaad, werkloosheid, voetbal of muziek, we kozen voor het laatste", aldus drummer Cunningham. In 1984 noemden zij zich vervolgens Wet Wet Wet. De naam was ontleend aan een nummer van de band Scritti Politti, getiteld Getting, having and holding, waarin de woorden "My face was wet wet with tears" voorkwamen. Er was een derde "Wet" aan toegevoegd omdat er toentertijd al veel bands met een dubbele naam bestonden, zoals Duran Duran en Talk Talk.
De huidige bandleden zijn:
- Tommy Cunningham - drums
- Graeme Clark - basgitaar
- Neil Mitchell - keyboard
- Graeme Duffin - leadgitaar
- Kevin Simm - zang

Voormalig zanger:
- Marti Pellow (echte naam: Mark McLachlan) - zang

### Succes
In 1987 had de band zijn eerste wereldhit met Wishing I Was Lucky. Het debuutalbum Popped in Souled Out kwam ook in dat jaar uit. Dit album bevatte het succesnummer Angel Eyes (Home and Away), dat op de tweede plaats in de Nederlandse Top 40 terechtkwam.
In 1988 scoorde Wet Wet Wet met een cover van het Beatlesnummer With a Little Help from My Friends; op de B-kant zong Billy Bragg zijn versie van She's Leaving Home. Opbrengsten van deze single gingen naar de Britse kindertelefoon. Datzelfde jaar kwam The Memphis Sessions uit; dit album werd vlak voor de doorbraak in de Verenigde Staten opgenomen met producer Willie Mitchell. 
In 1989 verscheen het derde album Hold Back Rhe river waarvan het titelnummer werd uitgebracht als tweede single na de hit Sweet surrender. Ook werkte de band dat jaar mee aan Band Aid II. 
Begin 1992 scoorde Wet Wet Wet nogmaals een grote hit met Goodnight Girl. Deze derde single van het album High on the Happy Side werd hun eerste nummer 1-hit in hun thuisland, het Verenigd Koninkrijk, en was eveneens een groot succes in Nederland. Van het album kwam vervolgens een speciale editie uit onder de titel Cloak & Dagger door Maggie Pie & the Imposters (Maggie Pie is zanger Marti Pellow).
In 1993 bracht Wet Wet Wet het greatest hits-album End of Part One uit met twee nieuwe nummers; Shed a Tear en Cold Cold Heart. Beide nummers waren in New York opgenomen met producer Nile Rodgers en werden op single uitgebracht. Het album werd pas een kassucces nadat Wet Wet Wet in 1994 hun grootste hit scoorden met de single Love Is All Around, origineel van The Troggs. Dit nummer was de soundtrack van de film Four Weddings and a Funeral. In het Verenigd Koninkrijk stond het lied 15 weken op nummer 1 en werd het een van de best verkochte singles aller tijden. Ook in Nederland stond het verschillende weken op nummer 1 en in totaal 18 weken in de Nederlandse Top 40.
In 1995 volgde een geheel nieuw album, Picture This, dat eveneens goed verkocht. De hiervan afkomstige single Julia Says werd een bescheiden hit.

### Daarna
In 1997 verliet drummer Cunningham de band. Toch ging Wet Wet Wet door, maar met andere bandleden. In 1998 gaven ze diverse optredens in Europa, zoals bij Night of the Proms. Hierna ging de band uiteen. Pellow bracht in 2001 zijn eerste solo-album uit.
In maart 2004 was er geheim overleg. Het was voor het eerst sinds zeven jaar dat de voormalige bandleden weer bij elkaar in een kamer zaten. Er verscheen een cd met hun grootste hits en een dvd. In december 2004 was er een succesvolle concerttournee in het Verenigd Koninkrijk en er werd ook weer nieuwe muziek opgenomen.
Op 5 november 2007 verscheen in Groot-Brittannië hun zesde studioalbum Timeless, dat daar werd gevolgd door een concerttournee in december.
In 2017 verliet Pellow opnieuw de band; hij werd vervangen door Kevin Simm, voormalig zanger van Liberty X.

## Discografie

### Albums
| Album met eventuele hitnotering(en) in de Nederlandse Album Top 100 | Datum van verschijnen | Datum van binnenkomst | Hoogste positie | Aantal weken | Opmerkingen   |
| ------------------------------------------------------------------- | --------------------- | --------------------- | --------------- | ------------ | ------------- |
| Popped in Souled Out                                                |                       | 30-01-1988            | 7               | 46           |               |
| The Memphis Sessions                                                |                       | 19-11-1988            | 9               | 12           |               |
| Holding Back the River                                              |                       | 18-11-1989            | 21              | 12           |               |
| High on the Happy Side                                              |                       | 15-02-1992            | 5               | 23           |               |
| End of Part One - Their Greatest Hits                               |                       | 16-07-1994            | 1(11wk)         | 58           | Verzamelalbum |
| Picture This                                                        |                       | 22-04-1995            | 5               | 27           |               |
| 10                                                                  |                       | 12-04-1997            | 20              | 8            |               |

| Album met hitnotering(en) in de Vlaamse Ultratop 200 albums | Datum van verschijnen | Datum van binnenkomst | Hoogste positie | Aantal weken | Opmerkingen |
| ----------------------------------------------------------- | --------------------- | --------------------- | --------------- | ------------ | ----------- |
| Picture This                                                |                       | 29-04-1995            | 18              | 9            |             |

### Singles
| Single met eventuele hitnotering(en) in de Nederlandse Top 40 | Datum van verschijnen | Datum van binnenkomst | Hoogste positie | Aantal weken | Opmerkingen                                                   |
| ------------------------------------------------------------- | --------------------- | --------------------- | --------------- | ------------ | ------------------------------------------------------------- |
| Angel Eyes (Home and Away)                                    | 1988                  | 30-01-1988            | 2               | 13           | Nr. 3 in de Nationale Hitparade Top 100                       |
| Wishing I Was Lucky                                           | 1988                  | 23-04-1988            | 26              | 4            | Nr. 19 in de Nationale Hitparade Top 100                      |
| Sweet Little Mystery                                          | 1988                  | 03-09-1988            | 16              | 7            | Nr. 22 in de Nationale Hitparade Top 100                      |
| Temptation                                                    | 1988                  | 29-10-1988            | tip10           | -            | Nr. 51 in de Nationale Hitparade Top 100                      |
| Sweet Surrender                                               | 1989                  | 28-10-1989            | 8               | 9            | Nr. 10 in de Nationale Hitparade Top 100                      |
| Goodnight Girl                                                | 1992                  | 22-02-1992            | 2               | 13           | Nr. 2 in de Nationale Top 100                                 |
| More than Love                                                | 1992                  | 16-05-1992            | 9               | 6            | Veronica Alarmschijf Radio 3 / Nr. 13 in de Nationale Top 100 |
| Cold Cold Heart                                               | 1994                  | 12-02-1994            | tip4            | -            | Nr. 41 in de Mega Top 50                                      |
| Love Is All Around                                            | 1994                  | 02-07-1994            | 1(4wk)          | 18           | Nr. 1 in de Mega Top 50                                       |
| Goodnight Girl '94                                            | 1994                  | 22-10-1994            | 11              | 6            | Alarmschijf / Nr. 14 in de Mega Top 50                        |
| Julia Says                                                    | 1995                  | 08-04-1995            | 33              | 9            | Nr. 22 in de Mega Top 50                                      |
| Don't Want to Forgive Me Now                                  | 1995                  | 01-07-1995            | tip15           | -            |                                                               |
| Somewhere Somehow                                             | 1995                  | 04-11-1995            | 39              | 2            | Nr. 44 in de Mega Top 50                                      |
| Morning                                                       | 1996                  | 06-04-1996            | tip8            | -            |                                                               |
| If I Never See You Again                                      | 1997                  | 22-03-1997            | tip17           | -            | Nr. 72 in de Mega Top 100                                     |
| Strange                                                       | 1997                  | -                     |                 |              | Nr. 83 in de Mega Top 100                                     |
| Yesterday                                                     | 1997                  | 23-08-1997            | tip14           | -            | Nr. 74 in de Mega Top 100                                     |

| Single met hitnotering(en) in de Vlaamse Ultratop 50 | Datum van verschijnen | Datum van binnenkomst | Hoogste positie | Aantal weken | Opmerkingen |
| ---------------------------------------------------- | --------------------- | --------------------- | --------------- | ------------ | ----------- |
| Angel Eyes (Home and Away)                           | 1987                  | 13-02-1988            | 3               | 12           |             |
| Wishing I Was Lucky                                  | 1987                  | 30-04-1988            | 16              | 4            |             |
| Sweet Little Mystery                                 | 1987                  | 03-09-1988            | 15              | 7            |             |
| Sweet Surrender                                      | 1989                  | 28-10-1989            | 19              | 9            |             |
| Goodnight Girl                                       | 1992                  | 14-03-1992            | 7               | 10           |             |
| More than Love                                       | 1992                  | 06-06-1992            | 20              | 8            |             |
| Love Is All Around                                   | 1994                  | 18-06-1994            | 1(9wk)          | 24           |             |
| Goodnight Girl '94                                   | 1994                  | 26-11-1994            | 15              | 5            |             |
| Julia Says                                           | 1995                  | 06-05-1995            | 32              | 5            |             |
| If I Never See You Again                             | 1997                  | 22-03-1997            | 35              | 2            |             |
| Strange                                              | 1997                  | 21-06-1997            | tip10           | -            |             |
| Yesterday                                            | 1997                  | 13-09-1997            | tip14           | -            |             |

### NPO Radio 2 Top 2000
| Nummers met noteringen in de NPO Radio 2 Top 2000 | '99 | '00 | '01  | '02  | '03  | '04  | '05  | '06  | '07  | '08  | '09  | '10  | '11  | '12  | '13  | '14  | '15  | '16  | '17  |
| ------------------------------------------------- | --- | --- | ---- | ---- | ---- | ---- | ---- | ---- | ---- | ---- | ---- | ---- | ---- | ---- | ---- | ---- | ---- | ---- | ---- |
| Angel Eyes (Home and Away)                        | -   | 816 | 1032 | 1345 | 1260 | 1558 | 1477 | 1472 | 1934 | 1527 | 1598 | 1743 | -    | -    | -    | -    | -    | -    | -    |
| Goodnight Girl                                    | -   | -   | 1642 | -    | -    | -    | -    | -    | -    | -    | -    | -    | -    | -    | -    | -    | -    | -    | -    |
| Love Is All Around                                | 398 | 576 | 589  | 618  | 694  | 747  | 786  | 868  | 977  | 783  | 848  | 865  | 1091 | 1462 | 1576 | 1176 | 1376 | 1453 | 1646 |

1. ↑  Een '-' betekent dat het nummer niet was genoteerd en een vetgedrukt getal geeft de hoogste notering van een nummer aan.
2. ↑  Deze tabel is bijgewerkt tot en met de meest recente editie (2024).